# ハミース・アル＝オワイラン
ハミース・アル＝オワイラン（Khamis Al-Owairan Al-Dosari、1973年9月8日 - 2020年1月7日）は、サウジアラビアの元サッカー選手。元サウジアラビア代表。ポジションはミッドフィールダー。

## 来歴
1994年にサウジアラビア代表デビュー。AFCアジアカップ1996では全6試合に出場し優勝した。1998 FIFAワールドカップ、2002 FIFAワールドカップにも出場した。2004年までに105試合に出場した。

## 代表歴

### 出場大会
- サウジアラビア代表
  - 1998 FIFAワールドカップ
  - 2002 FIFAワールドカップ

### 試合数
- 国際Aマッチ 105試合 0得点（1994年-2004年）[1]

| サウジアラビア代表 | 国際Aマッチ | 国際Aマッチ |
| 年                 | 出場        | 得点        |
| ------------------ | ----------- | ----------- |
| 1994               | 5           | 0           |
| 1995               | 0           | 0           |
| 1996               | 16          | 0           |
| 1997               | 21          | 0           |
| 1998               | 22          | 0           |
| 1999               | 1           | 0           |
| 2000               | 2           | 0           |
| 2001               | 2           | 0           |
| 2002               | 12          | 0           |
| 2003               | 8           | 0           |
| 2004               | 16          | 0           |
| 通算               | 105         | 0           |